# Chaetophractus nationi
L'armadillo peloso andino (Calyptophractus nationi) è una specie di armadillo endemica della Bolivia (dipartimenti di Oruro, La Paz e Cochabamba), anche se alcuni autori ne estendono l'areale al Cile settentrionale (Nowark, 1991) e al Perù sud-orientale (Pacheco & al., 1995).
In virtù del range di ritrovamento ristretto, la specie è classificata dall'IUCN come vulnerabile.
Si tratta di un animale lungo una trentina di centimetri, dal corpo appiattito e coperto da una quindicina di bande cornee: la corazza (che ricopre anche la coda sotto forma di anelli, la parte superiore della testa e la parte delle zampe rivolta verso l'esterno) è di colore biancastro, che tende al grigio scuro man mano che si procede verso la parte posteriore del corpo. Bianchi sono anche i radi peli che crescono sulla corazza, così come quelli molto più folti) che ricoprono le parti nude dell'animale. La pelle è rosata.